# Ансола, Антонио
Антонио Ансола Арьета (17 января 1931, Эльгойбар, Страна Басков — 2 декабря 2013, Эльгойбар, Страна Басков) — испанский профессиональный футболист, защитник.

## Биография
Дебютировал в профессиональном футболе в 1954 году с «Реал Сосьедад» в 23 года. Его первый матч состоялся 21 марта, соперником была «Осасуна», которая одержала победу со счётом 2:1. В 1955 году ему с командой удалось выиграть трофей Антверпена, это был третий розыгрыш данного турнира. В 1958 году он был вызван во вторую сборную Испании для участия в Средиземноморских играх, но так и не вышел на поле. Примечательно то, что Ансола, будучи защитником, всего раз был удалён с поля. 25 октября 1959 года в матче против «Атлетико Мадрид» за три минуты до перерыва он оставил команду в меньшинстве, сан-себастьянцы проиграли со счётом 3:0. Последний матч за «Сосьедад» провёл 5 марта 1961 года против «Расинг Сантандер», итог — поражение со счётом 2:0. Он сыграл в общей сложности 141 матч в течение семи сезонов в клубе, но не забил ни одного гола.
Наконец в 1961 году он был продан в «Эльче», где и закончил свою карьеру в конце следующего сезона. За клуб он сыграл всего шесть матчей: три победы и три поражения. Его последняя игра состоялась 18 февраля 1962 года, «Эльче» со счётом 2:1 обыграл «Валенсию».
Умер в Эльгойбаре, Гипускоа, в возрасте 82 лет, похороны состоялись на следующий день в семь часов вечера в приходе Сан-Бартоломе-де-Эльгойбар.